# Marta Sirotkina
Marta Sirotkina (ros. Марта Александровна Сироткина; ur. 22 marca 1991 w Moskwie) – rosyjska tenisistka.
Zadebiutowała w sierpniu 2006 roku, w kwalifikacjach do niewielkiego turnieju rangi ITF w Gdyni. Odpadła w drugiej rundzie, przegrywając z Barbarą Sobaszkiewicz. Po raz pierwszy w turnieju głównym zagrała w listopadzie tego samego roku w izraelskim Ramat ha-Szaron, gdzie po wygraniu kwalifikacji dotarła do drugiej rundy. W 2007 roku wystąpiła tylko raz, na turnieju w Moskwie, biorąc w nim udział dzięki dzikiej karcie. W grze pojedynczej odpadła w pierwszej rundzie, natomiast w grze podwójnej, partnerując Jelenie Buchinie dotarła do ćwierćfinału. W maju 2009 roku wygrała pierwszy w swojej karierze turniej deblowy, w Sankt Petersburgu (w parze z Julią Kałabiną) a singlowy – w kwietniu 2010 roku, w egipskim Ain Elsokhna, pokonując w finale Gruzinkę, Ekaterine Gorgodze. W sumie wygrała dwanaście turniejów singlowych i dwanaście deblowych rangi ITF.
W październiku 2009 roku otrzymała dziką kartę do udziału w kwalifikacjach turnieju WTA, w Moskwie. Zagrała tam tylko w pierwszej rundzie, w której została pokonana przez Klarę Zakopalovą. W 2010 roku trzykrotnie startowała w kwalifikacjach do turniejów podobnej rangi, ale za każdym razem odpadła po pierwszej rundzie. Najbliżej awansu do turnieju głównego była w kwietniu 2011 roku, na turnieju w Taszkencie, gdzie wygrała pierwsze dwa mecze ale trzeci, decydujący o awansie, przegrała z Aleksandrą Krunić.
Pomimo braku sukcesów w rozgrywkach cyklu WTA, osiągnięcia w turniejach ITF pozwoliły jej w maju 2012 roku na awans do drugiej setki światowego rankingu, na miejsce 198.

## Wygrane turnieje rangi ITF
| turnieje z pulą nagród 100 000 $ |
| turnieje z pulą nagród 75 000 $  |
| turnieje z pulą nagród 50 000 $  |
| turnieje z pulą nagród 25 000 $  |
| turnieje z pulą nagród 15 000 $  |
| turnieje z pulą nagród 10 000 $  |

### Gra pojedyncza
|     | Data       | Turniej      | Kat. | ($)    | Naw.      | Finalistka             | Wynik         |
| 1.  | 11/04/2010 | Ain Elsokhna | ITF  | 10 000 | ziemna    | Ekaterine Gorgodze     | 6:3, 6:1      |
| 2.  | 12/09/2010 | Madryt       | ITF  | 10 000 | twarda    | Naomi Broady           | 4:6, 6:4, 6:4 |
| 3.  | 07/11/2010 | Antalya      | ITF  | 10 000 | twarda    | Martina Balogova       | 6:2, 6:0      |
| 4.  | 11/12/2010 | Dubaj        | ITF  | 10 000 | twarda    | Mihaela Buzărnescu     | 6:0, 6:0      |
| 5.  | 19/03/2011 | Bath         | ITF  | 10 000 | twarda    | Giulia Gatto-Monticone | Walkower      |
| 6.  | 24/04/2011 | Antalya      | ITF  | 10 000 | twarda    | Jana Buchina           | 6:1, 6:0      |
| 7.  | 04/06/2011 | Bangkok      | ITF  | 25 000 | twarda    | Luksika Kumkhum        | 6:4, 6:3      |
| 8.  | 18/02/2012 | Linköping    | ITF  | 10 000 | twarda    | Milana Spremo          | 6:1, 6:3      |
| 9.  | 31/03/2012 | Phuket       | ITF  | 25 000 | twarda    | Claire Feuerstein      | 7:5, 7:6(6)   |
| 10. | 27/05/2012 | Karuizawa    | ITF  | 25 000 | trawiasta | Junri Namigata         | 6:4, 2:6, 6:4 |
| 11. | 03/11/2013 | Barnstaple   | ITF  | 75 000 | twarda    | Kristýna Plíšková      | 6:7, 6:3, 7:6 |
| 12. | 16/08/2014 | Woking       | ITF  | 25 000 | twarda    | Ana Bogdan             | 7:5, 6:3      |